# 스텔리오스 마놀라스
스틸리아노스 "스텔리오스" 마놀라스(그리스어: Στυλιανός "Στέλιος" Μανωλάς, 1961년 7월 13일, 낙소스 ~)는 은퇴한 그리스의 축구 수비수이다.
그리스가 배출한 최고의 축구 수비수로 손꼽히는 마놀라스는 AEK의 유소년 아카데미가 배출하였다. 그의 데뷔전은 1978년 2월 3일, 1-1로 비긴 카스토리아전으로, 이후 은퇴할때까지 AEK 수비의 터줏대감으로 자리잡았다. 스텔리오스 마놀라스의 마지막 경기는 스코다 크산티전으로, 이 경기에서 그는 700경기 출전을 자축하였다. 그는 19년동안 AEK의 주장을 19년간 맡아왔다. 마놀라스는 포르투와 모나코의 제의를 받기도 했었으나, "저는 제가 사랑하는 클럽을 떠나지 않을 것이며, AEK에서 은퇴하고 싶습니다."라고 표의하여 거절했다. 마놀라스는 현재 AEK의 기술 고문을 맡고 있다. 그는 AEK에서 활약한 가장 위대한 선수로 손꼽힌다.
현역 시절, 마놀라스는 리그를 4번, 컵을 4번 우승하였고, 그리스 리그를 700번 출전하여 44번 골을 넣었다. 그는 그리스 국가대표팀 경기에 71번 출전하여 6골을 넣었고, 1994년 FIFA 월드컵에 출전하기도 하였다. 은퇴 후, 마놀라스는 그리스 U-21 국가대표팀을 지도했었다.
그의 조카 코스타스 마놀라스도 축구 선수이며 역시 그리스 대표팀에서 뛰었다.

## 같이 보기
- 원클럽맨 명단